# 御所野縄文公園
御所野縄文公園（ごしょのじょうもんこうえん）は、岩手県二戸郡一戸町にある史跡公園。縄文時代中期後半の集落跡である御所野遺跡を整備して作られ、2002年（平成14年）にオープンした。

## 概要
世界文化遺産「北海道・北東北の縄文遺跡群」を構成する御所野遺跡の発掘調査を元にした復元竪穴建物、復元掘立柱建物、配石遺構の実物展示がある。周辺環境についても、クリ、トチ、ウルシ等を植栽し、縄文時代の植生を復元している。史跡指定面積は75,842平方メートル、公園面積は約13ヘクタールである。
竪穴建物の焼失実験などの調査研究の場にもなっており、整備総括報告書の刊行も行っている。
オープン当初は一戸町直営で、2021年度からいちのへ文化・芸術NPOが指定管理者となっていたが、2024年度から再び一戸町直営に戻ることになった。

## 御所野縄文博物館
公園内には御所野縄文博物館がある（RC造2階建の建物にガイダンス施設（博物館）と埋蔵文化財センターが入っている）。仙田満+環境デザイン研究所の設計であり、日本建築学会東北支部から2003年度の東北建築賞作品賞を受賞している。博物館法の登録博物館である。

### 展示室
展示室1「焼けた住居の発見」
4000年前の焼失住居や出土した土器を展示。
展示室2「御所野縄文ワールド」
プロジェクションマッピングにより季節ごとの縄文人の生活を紹介。
展示室3「火とまつり」
一戸町内で発掘された縄文時代晩期の遺跡「蒔前遺跡」と「山井遺跡」の出土品を展示。

### 展示室入場料
- 小学生・中学生・高校生（18歳以下）：入館無料
- 一般：300円
- 大学生：200円 
  - 20名以上の団体は一人50円割引

### 屋内体験工房
博物館2階の屋内体験工房では様々な縄文体験を行うことができる（有料）。
- 土器づくり（野焼き・窯焼き）
- 勾玉づくり
- お守りづくり（岩板）
- 樹皮編み
- 組みひもづくり

### 郷土資料コーナー
一戸町内の天然記念物、建造物、史跡等を紹介している。一戸城出土の焼き印「雀紋印の馬印」や糠部三十三観音巡礼の「巡礼納札」などの資料が展示してある。映像による紹介もあり。

## きききのつり橋
駐車場と公園を結ぶ木製歩道橋で、2000年（平成12年）5月に完成した世界初の吊橋式の歩道橋でもある。橋の長さは86.5メートル、谷底から橋の床の高さは最高部で14.1メートルある。高さ25.5メートルの鋼製の支柱からワイヤーで吊られており、通路部は木製の屋根がつき、カーブを描く世界的にも珍しい吊橋である。名の由来は、「木材」と、「奇抜」と、「喜び」の三つの頭文字の「き」から採られたものである。御所野遺跡は縄文時代中期の集落跡であることから、橋のデザインは、時空を超えて縄文時代の別世界へと誘うイメージを表現したものとなっている。

## ギャラリー

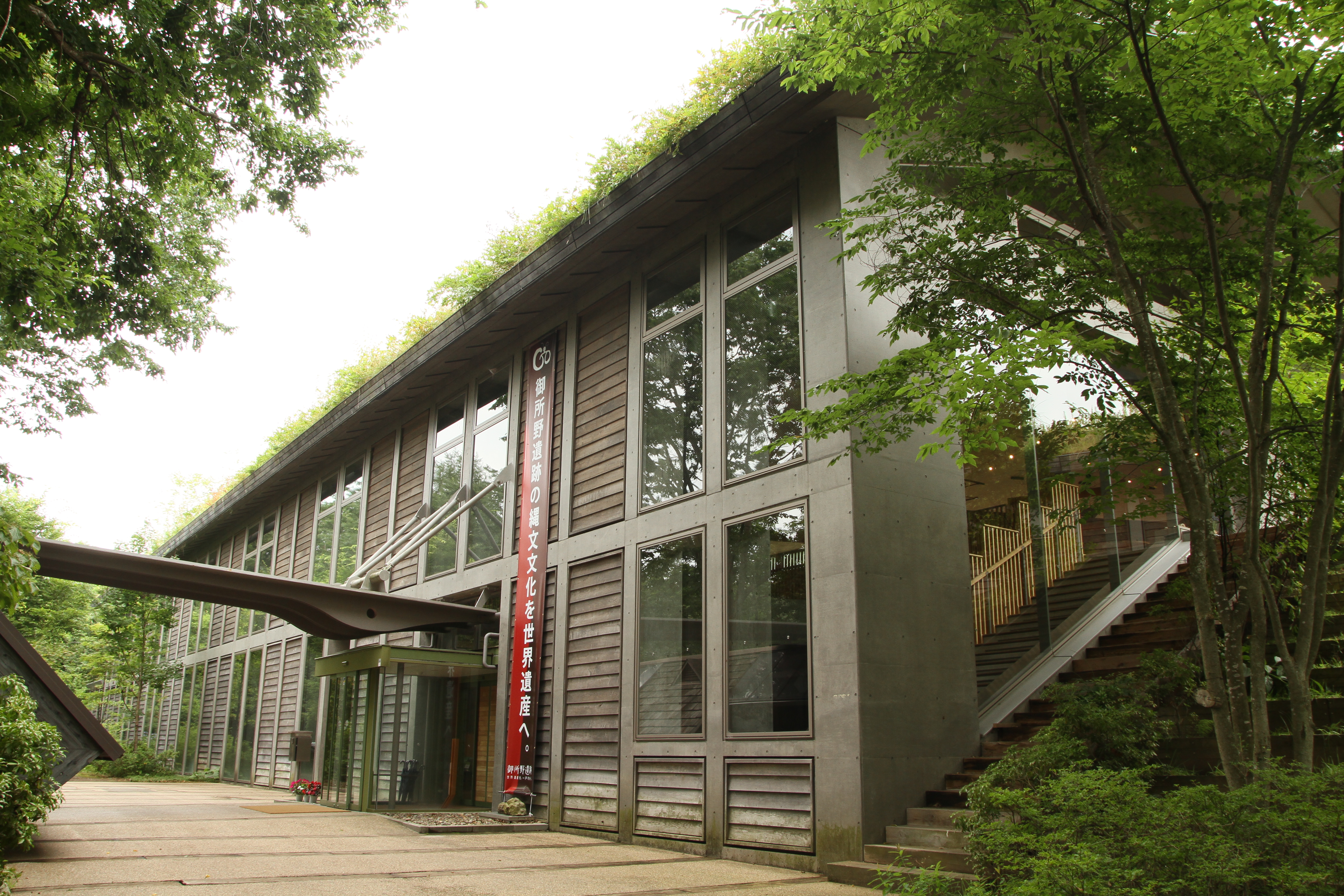
御所野縄文博物館
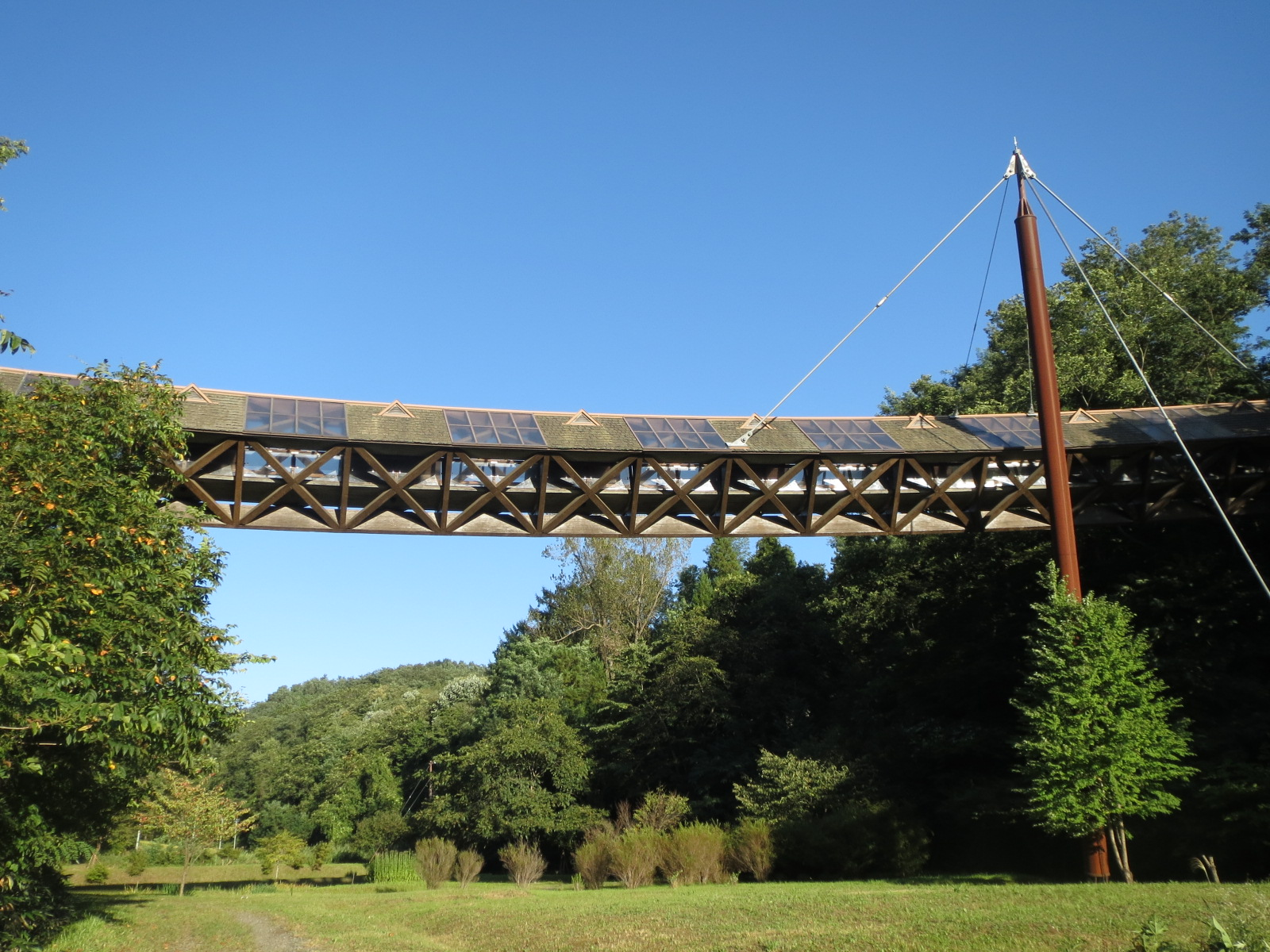
きききの吊橋（外部）
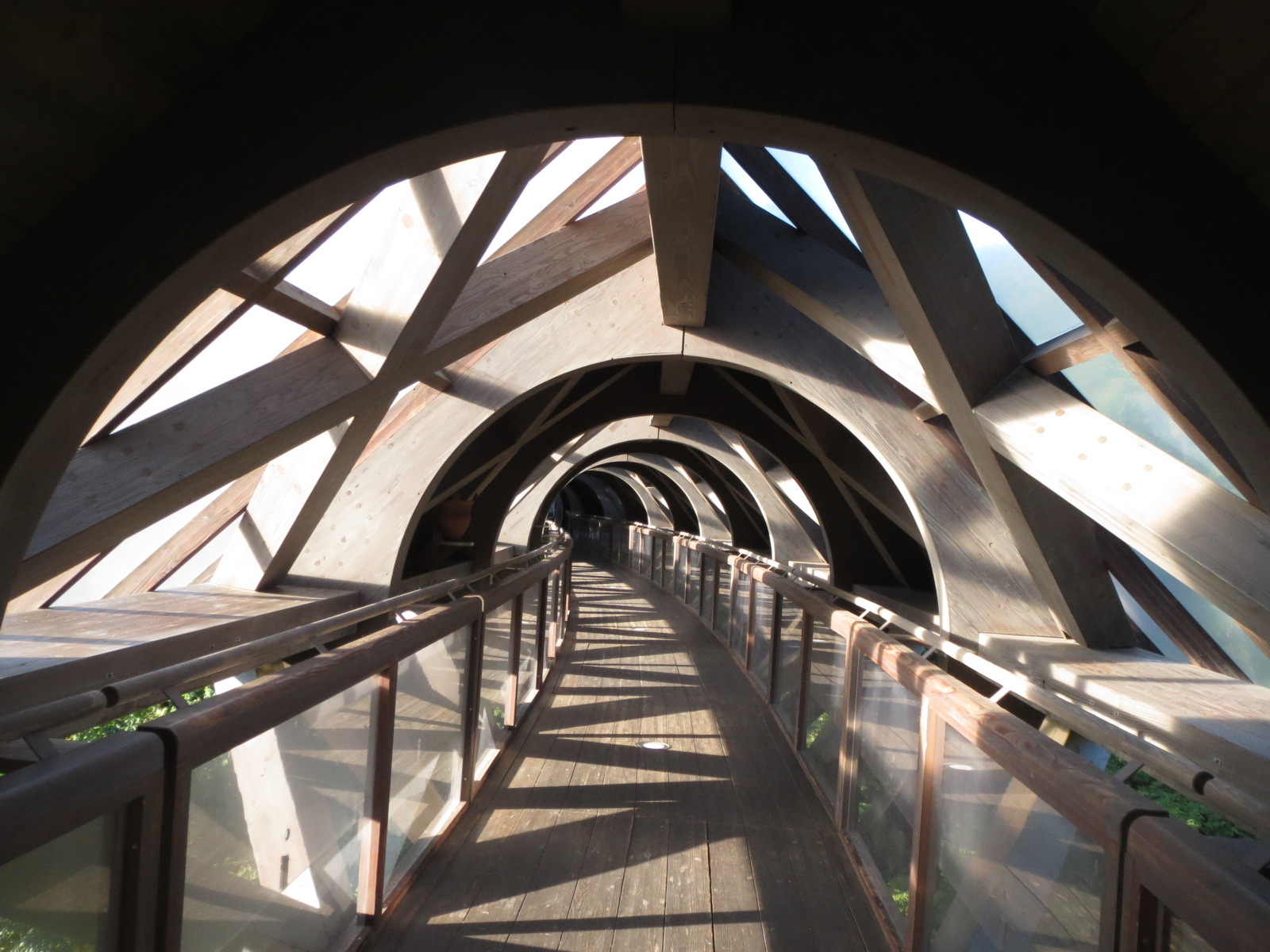
きききの吊橋（内部）